# Grashtica
Grashtica (albanisch auch Grashticë, serbisch Граштица Graštica) ist ein Dorf im Kosovo. Es gehört zur Gemeinde Pristina.
Gemäß Volkszählung 2011 hatte Grashtica damals 433 Einwohner, davon 432 (99,77 %) Albaner sowie 1 Bosniake.
| Volkszählung | 1948 | 1953 | 1961 | 1971 | 1981 | 1991 | 2011 |
| ------------ | ---- | ---- | ---- | ---- | ---- | ---- | ---- |
| Einwohner    | 701  | 731  | 857  | 906  | 930  | 912  | 433  |